# Fantasia (Fantasia Barrino)
Fantasia è il secondo eponimo album discografico in studio della cantante statunitense Fantasia Barrino, pubblicato nel 2006.

## Tracce
1. Hood Boy (feat. Big Boi) – 3:34 (Johnta Austin, Frank DeVol, Holland-Dozier-Holland, Anthony McIntyre, Antwan Patton)
2. When I See U – 3:37 (Sam Watters, Louis Biancaniello, Kevin Risto, Waynne Nugent, Janet Sewell, Erika Nuri)
3. I Nominate U – 4:34 (Vidal Davis, Andre Harris, Balewa Muhammad, Candice Nelson)
4. Baby Makin' Hips – 3:21 (Davis, Vidal, Muhammed, Nelson)
5. Not the Way I Do – 3:35 (Sean Garrett)
6. Only One U – 4:00 (Bryan-Michael Cox, Thabiso "Tab" Nkhereanye, The Clutch, Ezekiel Lewis, Muhammad, Nelson)
7. I Feel Beautiful – 3:33 (Diane Warren)
8. I'm Not That Type – 4:07 (Missy Elliott)
9. Uneligible – 3:00 (Muhammad, Nelson)
10. Two Weeks Notice – 4:42 (Craig Brockman, Corte Ellis, Elliott)
11. Surround U – 3:19 (Denzil Miller, Kurt Walker, Kasseem Dean, Lawrence Smith, Makeba Riddick)
12. Bore Me (Yawn) – 2:55 (Muhammad, Nelon)
13. Sunshine – 3:47 (Harold Lilly)
14. Bump What Your Friends Say (feat. Missy Elliott) – 4:44 (Elliott, Phillip Lees)